# Constellation Inlet
Das Constellation Inlet ist eine vereiste Bucht von 50 km Länge und 16 km Breite im westantarktischen Ellsworthland. Sie liegt an der Zumberge-Küste am südwestlichen Rand des Filchner-Ronne-Schelfeises zwischen dem Dott Ice Rise und dem Skytrain Ice Rise. Hauptzufluss ist der Union-Gletscher.
Der United States Geological Survey kartierte sie anhand eigener Vermessungen und Luftaufnahmen der United States Navy aus den Jahren von 1961 bis 1966. Das Advisory Committee on Antarctic Names benannte sie 1967 nach der Lockheed Super Constellation des Typs C-121J, die lange Jahre für den Personentransport zur McMurdo-Station und für die Erstellung von Luftaufnahmen in der Antarktis zum Einsatz kam.